# Schloss Primmersdorf

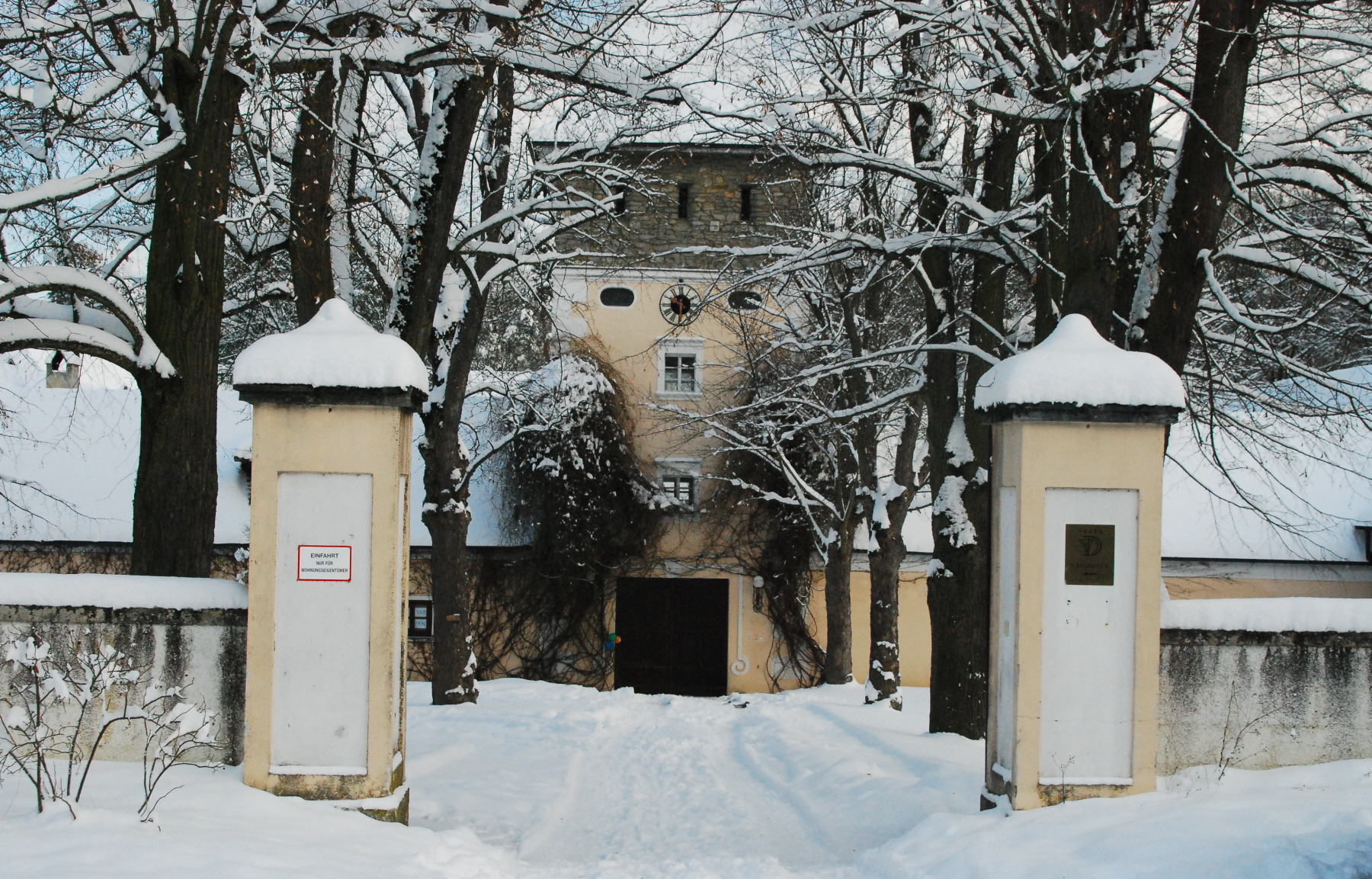
Schoss Primmersdorf

Das Schloss Primmersdorf liegt im namengebenden Gutsweiler Primmersdorf in der Stadtgemeinde Raabs an der Thaya im Bezirk Waidhofen an der Thaya im nördlichen Waldviertel in Niederösterreich. Das Schloss mit seinen Nebengebäuden steht unter Denkmalschutz (Listeneintrag).

## Geschichte
Das in der Mitte des 17. Jahrhunderts als Nachfolgebau einer mittelalterlichen Burg aus dem 13. Jahrhundert errichtete Schloss befand sich von 1696 bis 1851 im Besitz des Stiftes Herzogenburg und wurde als Meierei genutzt. Die Pläne des dreigeschoßigen Barockbaus mit Volutengiebeln an den Längsseiten werden Jakob Prandtauer zugeschrieben. Ab 1920 war das Schloss im Besitz des tschechischen Kaufmanns Freiherr Friedrich Frey von Freyenfels. Seine Frau Jindřiška war die Schwester der Opernsängerin Emma Destinová. Später baute das Ehepaar das Schloss im romantischen Stil um. Der letzte adelige Besitzer, Freiherr von Freyenfels, hat das verfallene Schloss dem Land Niederösterreich übergeben. Heute in privater Hand und restauriert wurde es mit Wohnungen und einem Kunstatelier ausgebaut. Den Schüttkasten nutzt der Verein Schüttkasten Primmersdorf seit 1993 zu Ausstellungen und Veranstaltungen.

## Architektur
Die unregelmäßige durch Umbauten veränderte ein bis zweigeschoßige Vierflügelanlage ist von Wirtschaftshöfen und einem 1860 angelegten Park umgeben. Auf dem Areal befindet sich auch der 1706 erbaute Schüttkasten Primmersdorf.